# The Last Man on Earth
The Last Man on Earth är en amerikansk postapokalyptisk komediserie för TV. Den skapades av komikern Will Forte som också spelar huvudrollen. Serien hade premiär på Fox Broadcasting Company 1 mars 2015. Den fjärde säsongens sista avsnitt sändes 6 maj 2018 och några dagar senare beslutade Fox att serien skulle lägga ner.

## Premisser
Will Forte spelar huvudrollen som Phil Miller, en man som reser runt i 2020-talets USA på jakt efter överlevande efter en virusepidemi. När han besökt en stad skriver han "Alive in Tucson", ungefär "Livslevande i Tucson", på städernas reklam- och välkomstskyltar vid infarter. Efter något års sökande beger han sig till sin hemstad Tucson i Arizona utan att ha sett ett livstecken. Så småningom dyker det upp enstaka människor som sett skriften på skyltarna och de skapar en liten koloni av överlevare. Phil Miller är en antihjälte som försöker visa sitt bättre jag, men hemfaller lätt åt att vara den mindre lyckade person han var innan katastrofen. Han försöker vara en ledargestalt, vilket han motiverar med att det var tack vare hans skyltar som kolonin skapats.
Kolonin kommer snart att bestå av en kärna på sex personer: Carol Andrew Pilbasian, Melissa Chartres, Todd, Erica Dundee och Gail Klosterman. Men det dyker upp fler personer som ansluter kortare tid under serien, och antingen avlider eller lämnar gruppen.
Gruppen förflyttar sig mellan varje säsong till olika platser. I andra säsongen har gruppen flyttat till Malibu, där de träffar ytterligare en överlevare. I tredje säsongen flyttar de in i en fullt fungerande självhusshållande kontorsbyggnad i San Jos Valley och därefter reser gruppen till Mexiko med båt. De väljer Mexiko eftersom kärnkraftverken i USA börjar haverera med stigande radioaktivitet som följd. Första anhalten i Mexiko blir Zihuatanejo, eftersom den är central för filmen Nyckeln till frihet och två av kolonins medlemmar, Todd och Melissa, har den som gemensam favoritfilm. De byter snart plats till en större gård på mexikanska landsbygden. I tillbakablickar visas hur den tillhört en kvinnlig ledare av en knarkkartell, full med vapen, granater och sprängmedel och hur hennes hejdukar har minerat byggnaden i syfte att mörda henne. Gruppen hittar vapen och mördade gängmedlemmar i byggnaden och bestämmer sig för att överge gården. På väg därifrån, en bit ut på landsbygden, beslutar de sig för att bygga upp en egen plats där de är och sluta att leva på de ändliga resurserna. Samtidigt upptäcker de att de inte är ensamma när de ser dussintals människor med gasmasker som placerat sig runt lägret, vilket avslutar den sista säsongen. Den sista säsongen spelades in utan vetskap om att den skulle lägga ner, beskedet kom ett par dagar efter att det sista avsnittet sändes.

## Bakgrund
Will Forte kontaktades av skrivarduon Phil Lord och Christopher Miller, med vilka han samarbetat förut. De presenterade förslaget som en film för honom, men han omvandlade den till en TV-serie. De hoppades att TV-serien skulle tas upp av ett kabeltevebolag eller en avdelning som sänder över nätet. Det blev ändå reguljärtevebolaget Fox Broadcasting Company som köpte in serien och de valde att visa den som ett tablåbundet program. Huvudpersonen, Phil Miller, har fått sitt namn efter skrivarduons ena för- och efternamn.

## Rollista
Rollistan listar de karaktärer som framträtt i serien efter katastrofen. Andra karaktärer, som är med i tillbakablickar, är inte listade.
- Will Forte som Phil Miller, även kallad Tandy.
- Alexandra Daddario som Victoria, uppträder i en dröm som Phil Miller har.
- Kristen Schaal som Carol Andrew Pilbasian, den första personen Phil Miller träffar och gifter sig med.
- January Jones som Melissa Chartres, dyker upp när paret gift sig.
- Mel Rodriguez som Todd Rodriguez. Dyker upp när Phil Miller övertygat henne och Carol Pilbasian att de båda måste hjälpa till att befolka världen. Blir snart tillsammans med Melissa Chartres.
- Cleopatra Coleman som Erica Dundee,
- Mary Steenburgen śom Gail Klosterman. Erica och Gail Klosterman träffar Phil Miller som inte berättar att det finns fler överlevande.
- Jason Sudeikis som Michael Shelby "Mike" Miller. Phil Millers bror som är astronaut. Han tar sig ner till jorden och träffar sin bror och kolonin, men blir sjuk och det förutsätts att det är av viruset eftersom han inte är immun. Det visar sig senare att han överlevt och han ansluter till gruppen när de är i Mexiko.
- Boris Kodjoe som Philip Stacy "Phil" Miller. Namne med huvudpersonen Phil Miller, som snabbt visar sig dugligare. Han får behålla sitt namn och tvingar den andre Phil Miller att kalla sig "Tandy". Omkommer i en blindtarmsinflamation.
- Will Ferrell som Gordon Vanderkruik. Skräms ihjäl av Carol Pilbasian när hon ska överraska kolonin som flyttat till Malibu och träffat Gordon Vanderkruik. Han är endast med i inledningen av andra säsongens första avsnitt, och dör utan replik.
- Mark Boone Junior som Patrick "Pat" Brown. Räddar Mike Miller ur havet från sin segelbåt efter att han lämnat rymdstationen. Försöker med våld hindra honom att träffa personerna i kolonin. Tar senare kontakt med kolonin, beväpnad och tillsammans med två andra överlevare. Blir senare attackerad av Phil Miller som tror att han dödats, men är försvunnen när han letar efter kroppen. Han dyker upp ytterligare en sista gång när gruppen flyr till Mexiko.
- Kenneth Choi som Lewis. Dyker upp med Pat Brown och är med när de beväpnade tar kontakt med kolonin i Malibu. Blir sedan en del av kolonin men omkommer i en flygolycka efter att ha försökt lära sig flyga i en simulator.
- Jon Hamm som Darrell. Är den tredje person som tillsammans med Pat Brown och Lewis tar kontakt med kolonin. Blir omedelbart nedskjuten i konfrontationen av Melissa Chartres.
- Kristen Wiig som Pamela Brinton. Överlever viruset och flyttar in i en överlvnadsbunker. Från den skickar hon ut en drönare som upptäcker kolonin i Malibu. Drönaren skjuts ner av Melissa Chartres.
- Keith L. Williams som Jasper. En pojke som bor i skogen. Han upptäcks när han spanar på kolonin som flyttat till en kontorsbyggnad i San José som är självförsörjande med el och vatten.
- Jack Black som Rear Admiral Roy Billups. Dyker upp tillsammans med Pat Brown och Pamela Brinton. Han hinner med repliken "Hello2, innan han skjuts till döds av Pat Brown som i sin tur skjuts av Pamela Brinton.
- Chris Elliott som Glenn. Hittas på en öde ö. Han är då omedveten om att viruset brutit ut, men det är förklaringen till att ingen båt passerat ön. Lämnar gruppen tillsammans med Pamela Brinton.
- Fred Armisen som Karl Cowperthwaite. En seriemördare och kannibal som satt i mexikanskt fängelse när viruset bröt ut. Han överlevde ensam flera år inlåst i fängelset innan Phil och Todd hittade honom. Gruppen, med hans eget medgivande, beslutar att ta hans liv eftersom han vet att han inte kommer kunna låta bli att döda och äta människor.